# Geodia micropora
Geodia micropora är en svampdjursart som beskrevs av Lendenfeld 1910. Geodia micropora ingår i släktet Geodia och familjen Geodiidae.
Artens utbredningsområde är havet kring Galapagosöarna. Inga underarter finns listade i Catalogue of Life.